# Santa Maria (Texas)
Santa Maria és una concentració de població designada pel cens dels Estats Units a l'estat de Texas. Segons el cens del 2000 tenia 846 habitants.

## Demografia
Segons el cens del 2000, Santa Maria tenia 846 habitants, 220 habitatges, i 198 famílies. La densitat de població era de 1.420,2 habitants per km².
Dels 220 habitatges en un 49,1% hi vivien nens de menys de 18 anys, en un 68,6% hi vivien parelles casades, en un 15,9% dones solteres, i en un 10% no eren unitats familiars. En el 8,6% dels habitatges hi vivien persones soles el 5% de les quals corresponia a persones de 65 anys o més que vivien soles. El nombre mitjà de persones vivint en cada habitatge era de 3,85 i el nombre mitjà de persones que vivien en cada família era de 4,11.
Per edats la població es repartia de la següent manera: un 36,4% tenia menys de 18 anys, un 11,5% entre 18 i 24, un 26,6% entre 25 i 44, un 14,3% de 45 a 60 i un 11,2% 65 anys o més.
L'edat mediana era de 26 anys. Per cada 100 dones de 18 o més anys hi havia 88,8 homes.
La renda mediana per habitatge era de 16.917 $ i la renda mediana per família de 18.750 $. Els homes tenien una renda mediana de 13.889 $ mentre que les dones 13.250 $. La renda per capita de la població era de 5.794 $. Aproximadament el 39,9% de les famílies i el 47,2% de la població estaven per davall del llindar de pobresa.

## Poblacions més properes
El següent diagrama mostra les poblacions més properes.